# Maison forte de Tampouy
La maison forte de Tampouy est une propriété foncière du XIVe siècle située sur la commune du Frêche, dans le département français des Landes.

## Présentation
La maison forte de Tampouy est à l'écart du bourg de la commune du Frêche en Bas-Armagnac, dans le département des Landes, à la limite avec le département voisin du Gers. Située sur le domaine départemental d'Ognoas, elle est bordée par le Midou en contrebas, un bosquet et des vignes. Elle est accessible par un chemin de randonnée.
Le 8 juillet 1530, des gens de la suite de François Ier séjournent dans cette maison forte à l'occasion du deuxième mariage du roi, célébré au couvent des Clarisses, en la paroisse du Frêche, avec Eléonore d'Autriche, sœur de Charles Quint

### Origines
Au Moyen Âge, Ognioas et Tampouy sont deux petites seigneuries indépendantes l'une de l'autre. Tampouy est alors un petit domaine appartenant aux vicomtes de Marsan, situé près de la limite avec le comté d'Armagnac. Sa première mention figure dans l'autorisation datée du 27 février 1343 de fonder un ostau ou « salle », accordée par Aliénor de Comminges, vicomtesse de Marsan et mère de Gaston Fébus, à son vassal Guilhem Arnaud de Labarthe, seigneur de Gardère et Tampouy.
Ce fondateur représente l'archétype de la petite aristocratie foncière, vassale des vicomtes de Marsan, dont les possessions sont fragmentées et éparpillées. Faiblement exploitée, cette région permet aux ducs d'Aquitaine comme à leurs vassaux, les vicomtes de Marsan, de disposer d'une réserve foncière dans laquelle ils puisent pour attirer des fondations ecclésiastiques ou récompenser les hommes forts des services qu'ils ont rendus. La construction de la maison forte de Tampouy correspond ainsi à une création de seigneurie. Elle est l'un des exemples caractéristiques du phénomène d'augmentation du nombre de vassaux que l'on observe entre 1279 et 1344. En échange, le seigneur récompensé promet de se comporter loyalement et d'accourir à son appel de son suzerain en cas de nécessité.

### Construction
La maison forte de Tampouy est érigée sur un promontoire dominant la rive droite du Midou. Elle est édifiée en rebord d'une terrasse surplombant le cours d'eau à 200 m au sud-ouest et le site naturel n'a pas nécessité d’importants aménagements. Sa fonction initiale est de surveiller la vallée du Midou afin de contrôler le transport de marchandises sur le cours d'eau et de servir de position de refuge. Ce rôle défensif semble perdurer jusqu'au XVIIe siècle.
Aucun élément archéologique ne permet de confirmer la présence d'un bâtiment ou d'un aménagement antérieur à la maison forte du XIVe siècle, qui pourrait donc avoir été créée ex nihilo. L'édifice initial devait être constitué d'une simple salle, de plan carré ou rectangulaire. Il est possible qu'elle ait été détruite dans un premier temps et reconstruite avant d'évoluer vers une résidence plus confortable.
Tampouy est représentative des demeures seigneuriales gasconnes. Son corps de logis rectangulaire est hérité des « châteaux salles ». Il ne comporte plus actuellement que deux niveaux car le dernier étage a été arasé. Les murs épais présentent des maçonneries de briques qui peuvent être attribuées au XIVe siècle, remaniées par des travaux pour rendre la demeure plus agréable dans la seconde moitié du XVe siècle ou la première moitié du XVIe siècle : des baies moulurées sont percées notamment sur la façade nord, une tour d'escalier, des fenêtres et des cheminées sont ajoutées. Une aile de communs en retour d'équerre vers le sud est édifiée à la fin du XVIIe siècle ou au début du XVIIIe siècle. La maison forte subit par la suite de nombreuses transformations mais son aspect originel peut encore être perçu. Une bretèche pouvait surmonter la porte d'entrée. Le corps de bâtiment sud-ouest est construit en moellons de calcaire. Une rénovation complète est effectuée en 1995.

### Bergerie
A proximité s'élève une bergerie du XVIIIe siècle, qui constitue un bel exemple de construction rurale. L'édifice est imposant par sa masse. Les pans de bois reçoivent un remplissage de briques. Les piliers en bois de l'élévation antérieure reposent sur des bases en pierre sculptée, laissant penser à un remploi de piles, d'un pigeonnier par exemple. La date de 1740 gravée sur le limon de l'escalier pourrait indiquer l'époque de construction de l'ensemble. .

### Eléments protégés
La maison forte et sa bergerie en totalité (cad. H 347) font l'objet d'une inscription au titre des monuments historiques par arrêté du 3 juillet 2009.

## Galerie
Maison forte

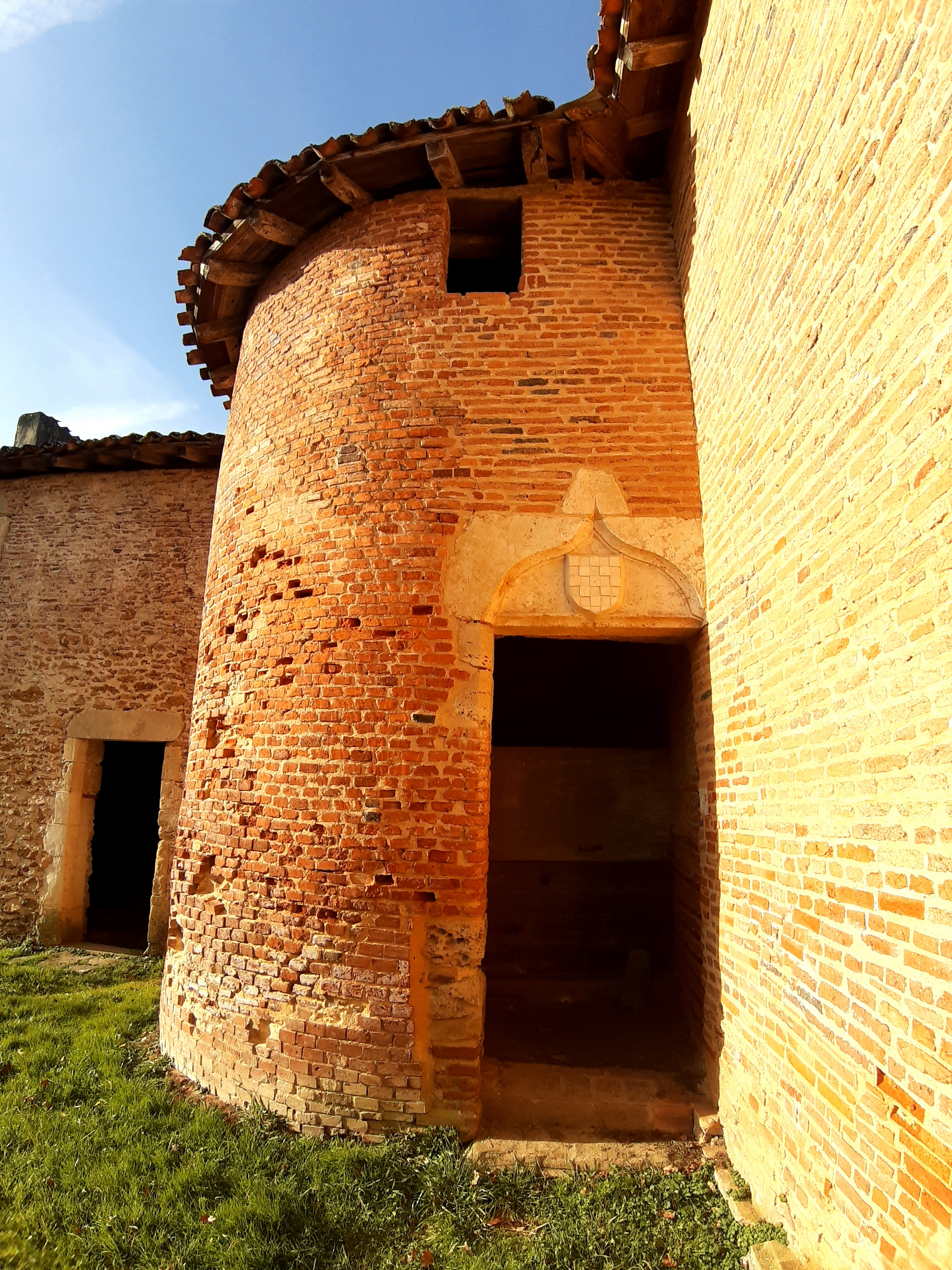
Tour d'escalier.
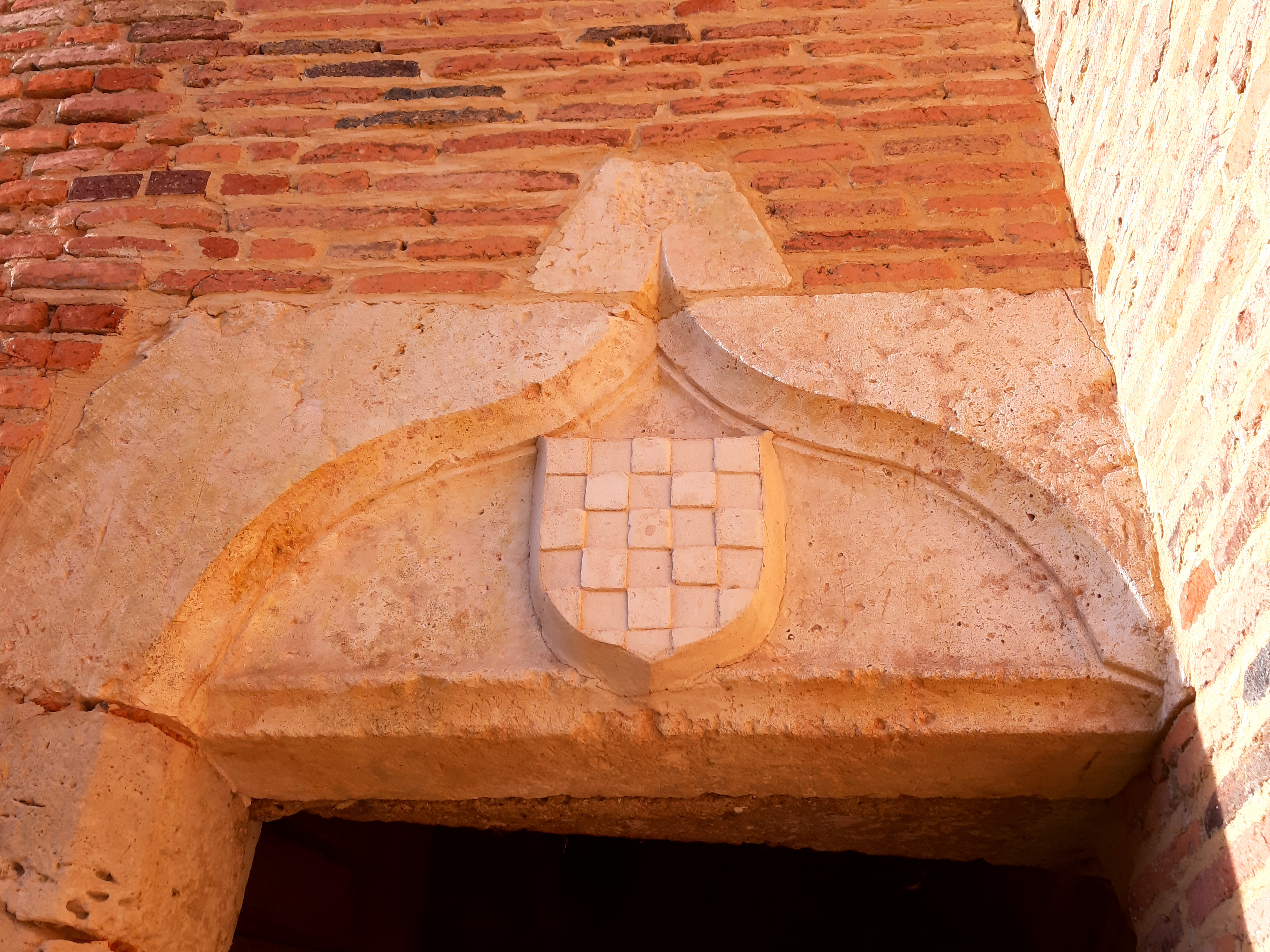
Détail du blason sur le linteau.
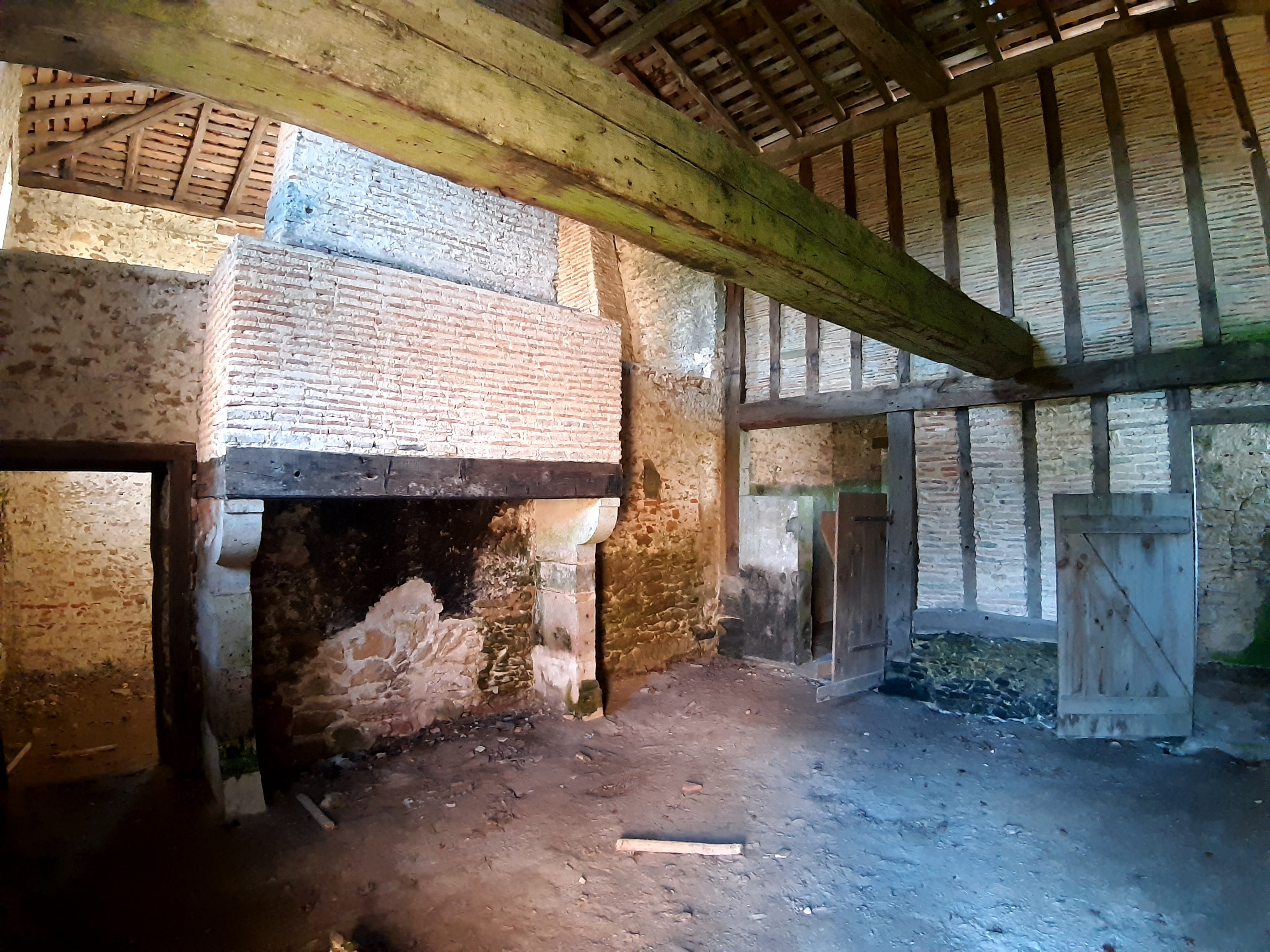
Vue intérieure.

Bergerie

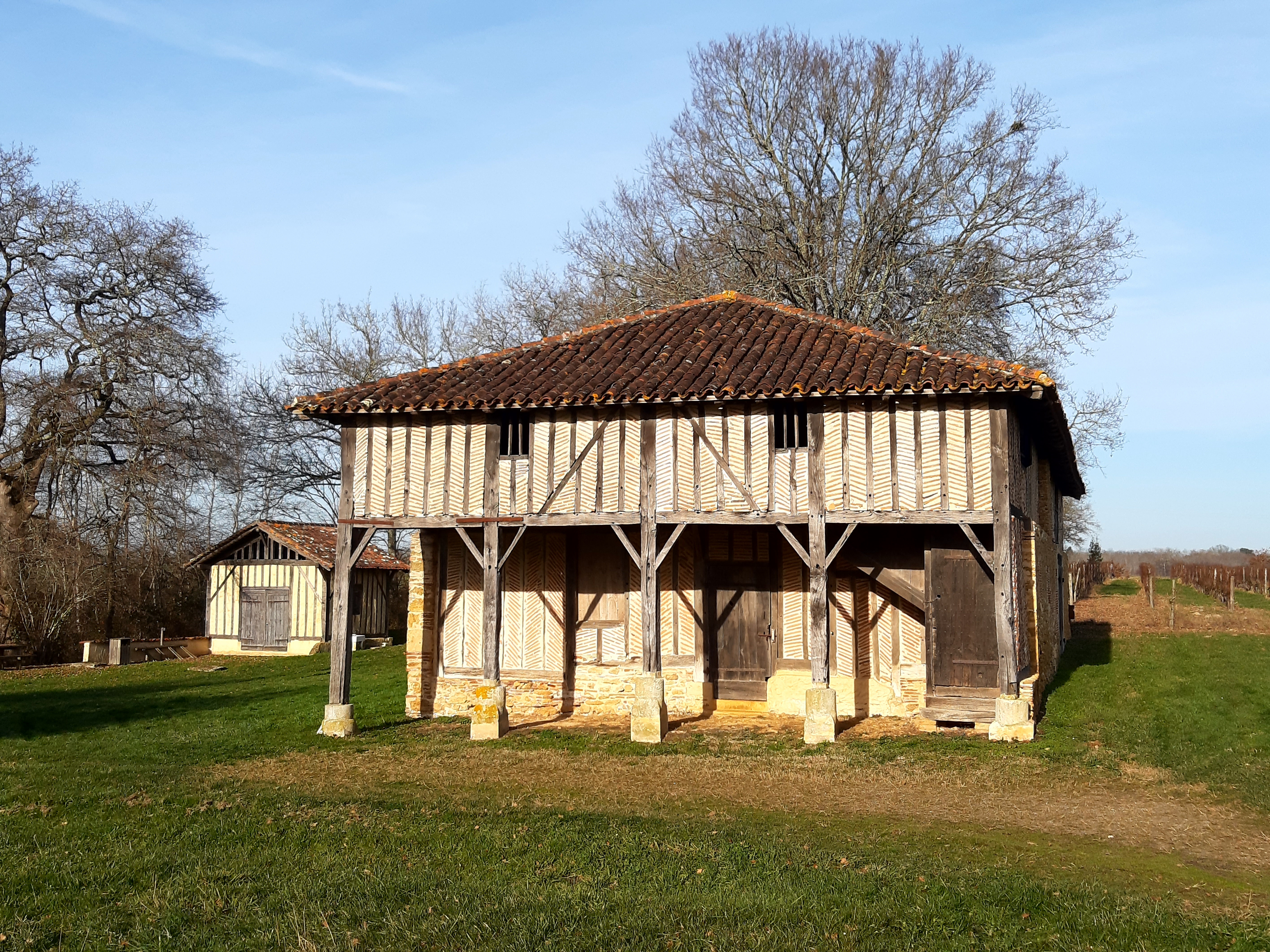
Façade principale.
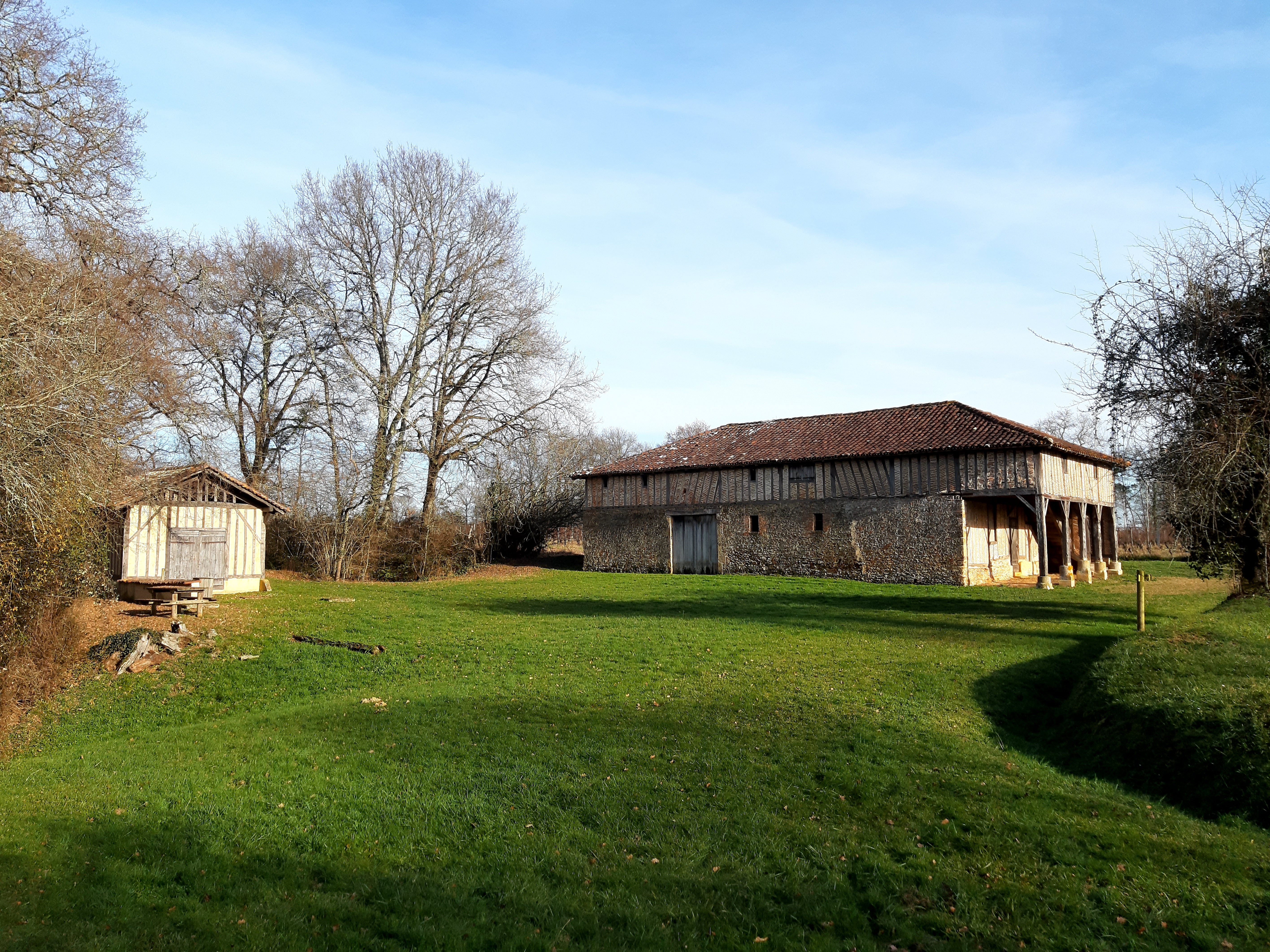
Vue générale.
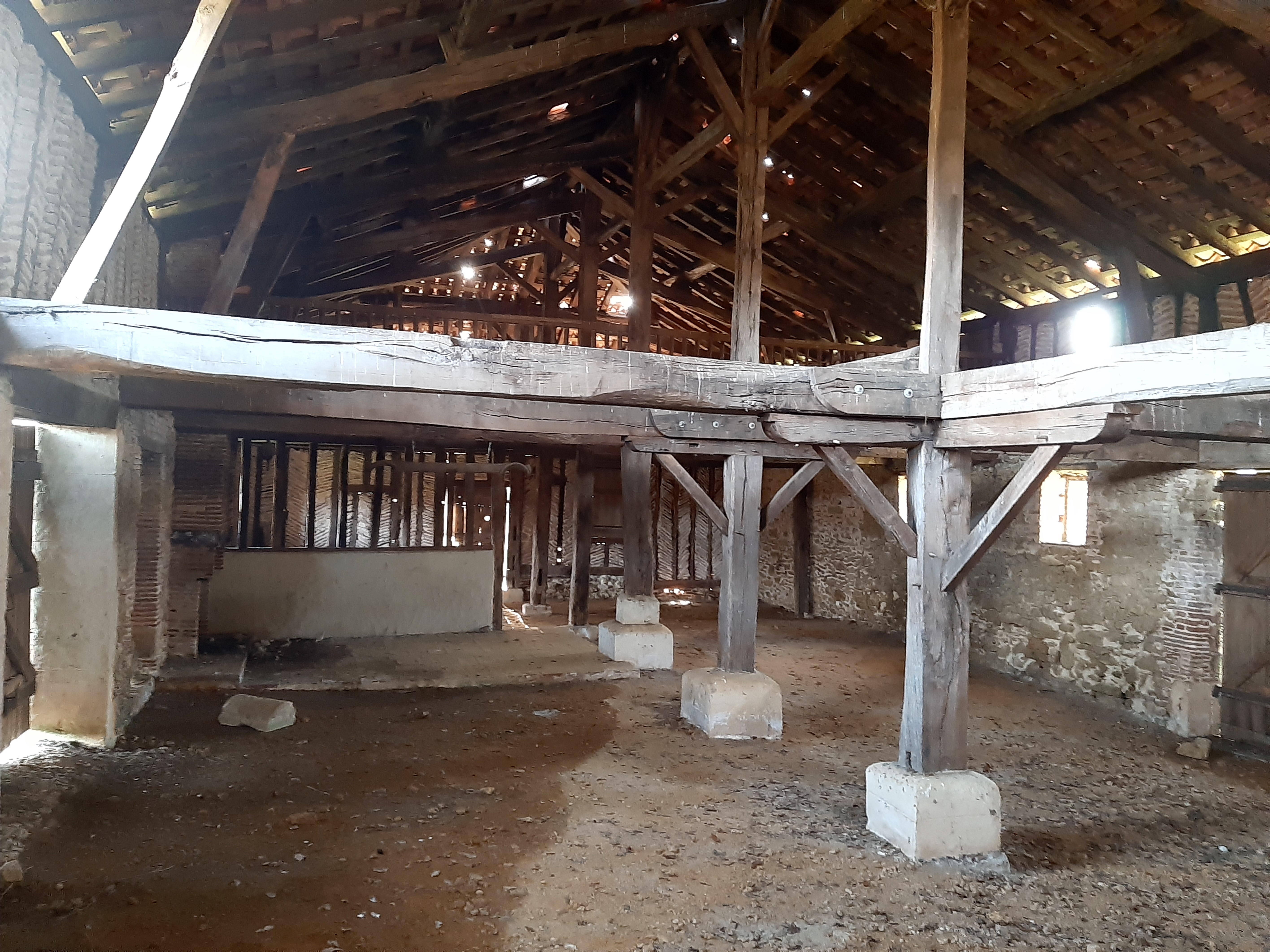
Vue intérieure.